# Fine Dead Girls
Fine Dead Girls (en croata, Fine mrtve djevojke y distribuida internacionalmente como Nice Dead Girls) es una película dramática croata dirigida por Dalibor Matanić que se estrenó en julio de 2002 en el Festival de Cine de Pula. La película ha sido considerada como uno de las mejores largometrajes croatas desde la independencia de Croacia.
La cinta recibió mucha atención mediática y social debido a sus temas polémicos y provocadores. Además, fue la película que Croacia mandó a la Academia de Cine para la 75.ª edición de los Premios Óscar en la categoría de Mejor Película en Lengua Extranjera, aunque finalmente no fue nominada.

## Sinopsis
Iva (Olga Pakalović) y Marija (Nina Violić) son una pareja de lesbianas que alquilan un apartamento en Zagreb. El edificio parece ofrecer un entorno tranquilo y seguro para su amor. Con el paso del tiempo, sin embargo, la atmósfera en el condominio se vuelve cada vez más amenazante, siniestra y oscura.
La casera, una mujer anciana llamada Olga (Inge Appelt), tiene control sobre todo el edificio. Entre otros inquilinos se encuentran su tranquilo marido, su hijo adulto Daniel (Krešimir Mikić) que está enamorado de Iva, la prostituta Lidija (Jadranka Đokić), una ama de casa maltratada, un viudo que guarda el cadáver de su esposa recién fallecida, un ginecólogo (Boris Miholjević) que realiza abortos clandestinos y un ex soldado que toca música marcial casi todas las noches. Los personajes pretenden ser un reflejo de la diversidad y la manía croata de la posguerra.
El padre de Marija, un hombre religioso y conservador, acecha en secreto a su hija y le paga a Lidija para que intente seducir a Iva, pero fracasa. Después de que Olga descubra que Iva y Marija son lesbianas, la situación se agrava y eleva hacia la violación, el asesinato y el secuestro.
Fine Dead Girls está considerada como uno de los mejores retratos de la cultura croata tras la guerra, ya que consigue ser un fiel reflejo de las principales problemáticas del país en dicha época.

## Reparto
- Olga Pakalović como Iva
- Nina Violić como Marija
- Krešimir Mikić como Daniel
- Inge Appelt como la casera Olga
- Ivica Vidović como Blaž
- Milan Štrljić como Inspektor
- Mirko Boman
- Jadranka Đokić como la prostitua Lidija
- Boris Miholjević como el ginecólogo Perić
- Marina Poklepović como Marina Kostelac
- Janko Rakos
- Ilija Zovko

## Premios y nominaciones

### Festival de Cine de Pula 2002
- Premio del Público Golden Gate Pula.[5]
- Big Golden Arena a la Mejor película.[5]
- Golden Arena: Mejor actor de reparto: Ivica Vidović, Mejor actriz de reparto: Olga Pakalović y Mejor director: Dalibor Matanić   [5]

### Festival Cinéma Tout Ecran de Ginebra 2003
- Premio del Jurado Joven – Dalibor Matanić.[6]

### Festival Internacional de Cine de Sochi 2003
- Premio Especial del Jurado – Dalibor Matanić, ex aequo con At kende sandheden.[7]
- Rosa de Oro – Dalibor Matanić (nominado)

### 75.ª edición de los Premios Óscar
- Propuesta de Croacia en la categoría de Mejor Película en Lengua Extranjera (no nominada).[3][8]